# Владимирово (Владимирская область)
Владимирово — деревня в Александровском муниципальном районе Владимирской области России, входит в состав Андреевского сельского поселения.

## География
Деревня расположена в 25 км к северу от центра поселения села Андреевского и в 34 км на северо-восток от райцентра города Александрова, в 1,5 км от остановочного пункта Багримово на ж/д линии Александров — Ярославль. Между ними, на северной окраине деревни, располагаются заброшенные дома бывшей деревни Багримово.

## История
В конце XIX — начале XX века деревня входила в состав Андреевско-Годуновской волости Александровского уезда, с 1926 году — в составе Андреевской волости. В 1859 году в деревне числилось 33 двора, в 1905 году — 43 двора, в 1926 году — 48 дворов.
С 1929 года деревня являлась центром Владимировского сельсовета Александровского района, с 1940 года — в составе Годуновского сельсовета, с 1948 года — в составе пригородной зоны города Александрова, с 1965 года — в составе Александровского района, с 2005 года — в составе Андреевского сельского поселения. 

## Население
| 1859 | 1905 | 1926 | 2002 | 2010 | 2021 |
| ---- | ---- | ---- | ---- | ---- | ---- |
| 233  | ↗237 | ↘206 | ↘5   | →5   | ↘0   |